# Campeonato de Europa de patinaje de velocidad en línea 2006
El Campeonato de Europa de patinaje de velocidad en línea de 2006 tuvo lugar del 24 de julio al 30 de julio, disputándose en la localidad italiana de Cassano d'Adda. Fue la sexta ocasión en la que Italia organizó el campeonato continental, tras las ediciones de 1991, 1992, 1997, 2000 y 2003.
Los participantes más exitosos fueron Angèle Vaudan en mujeres con 3 medallas de oro y Yann Guyader en hombres con 4 medallas de oro.

## Mujeres
| Distancia                   | Oro                                                                  | Plata                                                        | Bronce                                                        |
| Pista                       | Pista                                                                | Pista                                                        | Pista                                                         |
| --------------------------- | -------------------------------------------------------------------- | ------------------------------------------------------------ | ------------------------------------------------------------- |
| 300 m Sprint Individual     | Maria Laura Orru                                                     | Nicoletta Falcone                                            | Erika Zanetti                                                 |
| 500 m Sprint                | Nicoletta Falcone                                                    | Sheila Posada                                                | Elma de Vries                                                 |
| 1.000 m Sprint              | Erika Zanetti                                                        | Nicoletta Falcone                                            | Nele Armée                                                    |
| 10.000 m Puntos/Eliminación | Simona Di Eugenio                                                    | Sandra Gómez                                                 | Justine Halbout                                               |
| 10.000 m Eliminación        | Nathalie Barbotin                                                    | Laura Lardani                                                | Nadine Gloor                                                  |
| 5.000 m Relevos             | Italia · Simona Di Eugenio · Cinzia Ponzetti · Giovanna Turchiarelli | Alemania · Jana Gegner · Dennise Keßler · Sandra Wieduwilt   | Francia Nathalie Barbotin Justine Halbout Laetitia Le Bihan   |
| Ruta                        |                                                                      |                                                              |                                                               |
| 200 m Sprint Individual     | Nicoletta Falcone                                                    | Maria Laura Orru                                             | Erika Zanetti                                                 |
| 500m Sprint                 | Erika Zanetti                                                        | Maria Laura Orru                                             | Nicoletta Falcone                                             |
| 10.000 m Puntos             | Jana Gegner                                                          | Elma de Vries                                                | Nele Armée                                                    |
| 20.000 m Eliminación        | Angèle Vaudan                                                        | Laura Lardani                                                | Giovanna Turchiarelli                                         |
| 10.000 m Relevos            | Francia Justine Halbout Angèle Vaudan Nathalie Barbotin              | Alemania · Jana Gegner · Michaela Neuling · Sandra Wieduwilt | Italia · Simona Di Eugenio · Maria Laura Orru · Erika Zanetti |
| Larga distancia             |                                                                      |                                                              |                                                               |
| 42.195 m Marathon           | Angèle Vaudan                                                        | Justine Halbout                                              | Jana Gegner                                                   |

## Hombres
| Distancia                   | Oro                                                       | Plata                                                         | Bronce                                                          |
| Pista                       | Pista                                                     | Pista                                                         | Pista                                                           |
| --------------------------- | --------------------------------------------------------- | ------------------------------------------------------------- | --------------------------------------------------------------- |
| 300 m Sprint Individual     | Patrizio Triberio                                         | Wouter Hebbrecht                                              | Kevin Gauclin                                                   |
| 500 m Sprint                | Patrizio Triberio                                         | Martin Matyk                                                  | Ronan Sánchez                                                   |
| 1.000 m Sprint              | Patrizio Triberio                                         | Raphael Pfulg                                                 | Julien Despaux                                                  |
| 10.000 m Puntos/Eliminación | Yann Guyader                                              | Matteo Amabili                                                | Alain Gloor                                                     |
| 15.000 m Eliminación        | Pierdavide Romani                                         | Fabio Francolini                                              | Baptiste Grandgirard                                            |
| 5.000 m Relevos             | España · Garikoitz Lerga · Fernando Mejía · Ronan Sánchez | Alemania · Pascal Ramali · Nico Wieduwilt · Daniel Zschätzsch | Italia · Matteo Amabili · Antonio Ballarini · Pierdavide Romani |
| Ruta                        |                                                           |                                                               |                                                                 |
| 200 m Sprint Individual     | Gregorio Duggento                                         | Wouter Hebbrecht                                              | Marco Falcone                                                   |
| 500m Sprint                 | Thomas Boucher                                            | Raphael Pfulg                                                 | Claudio Naselli                                                 |
| 10.000 m Puntos             | Yann Guyader                                              | Fabio Francolini                                              | Alain Gloor                                                     |
| 20.000 m Eliminación        | Yann Guyader                                              | Fabio Francolini                                              | Matteo Amabili                                                  |
| 10.000 m Relevos            | Francia Yann Guyader Baptiste Grandgirard Thomas Boucher  | España · Kepa Caballero · Garikoitz Lerga · Ronan Sánchez     | Países Bajos · Mark Horsten · Ronald Mulder · Karlo Timmerman   |
| Larga distancia             |                                                           |                                                               |                                                                 |
| 42.195 m Marathon           | Massimiliano Presti                                       | Francesco Zangarini                                           | Stefano Galliazzo                                               |

## Medallero
| Pos. | País         | Oro | Plata | Bronce | Total |
| ---- | ------------ | --- | ----- | ------ | ----- |
| 1.   | Italia       | 13  | 11    | 10     | 34    |
| 2.   | Francia      | 9   | 1     | 5      | 15    |
| 3.   | Alemania     | 1   | 4     | 1      | 6     |
| 4.   | España       | 1   | 3     | 1      | 5     |
| 5.   | Suiza        | 0   | 2     | 3      | 5     |
| 6.   | Bélgica      | 0   | 2     | 2      | 4     |
| 6.   | Países Bajos | 0   | 1     | 2      | 3     |